# Roxbury (Nou Hampshire)
Roxbury és una població dels Estats Units a l'estat de Nou Hampshire. Segons el cens del 2000 tenia 237 habitants.

## Demografia
Segons el cens del 2000, Roxbury tenia 237 habitants, 89 habitatges, i 66 famílies. La densitat de població era de 7,7 habitants per km².
Dels 89 habitatges en un 32,6% hi vivien nens de menys de 18 anys, en un 67,4% hi vivien parelles casades, en un 6,7% dones solteres, i en un 25,8% no eren unitats familiars. En el 20,2% dels habitatges hi vivien persones soles el 5,6% de les quals corresponia a persones de 65 anys o més que vivien soles. El nombre mitjà de persones vivint en cada habitatge era de 2,66 i el nombre mitjà de persones que vivien en cada família era de 3,12.
Per edats la població es repartia de la següent manera: un 25,3% tenia menys de 18 anys, un 3,8% entre 18 i 24, un 28,7% entre 25 i 44, un 32,9% de 45 a 60 i un 9,3% 65 anys o més.
L'edat mediana era de 41 anys. Per cada 100 dones de 18 o més anys hi havia 88,3 homes.
La renda mediana per habitatge era de 49.375$ i la renda mediana per família de 56.875$. Els homes tenien una renda mediana de 33.984$ mentre que les dones 23.750$. La renda per capita de la població era de 21.124$. Cap de les famílies i el 0,9% de la població estaven per davall del llindar de pobresa.